# Резников, Наум Лазаревич
Наум Лазаревич Резников (25 июля 1936, Москва, СССР — 12 июня 2005, там же, РФ) — советский и российский хоккейный судья всесоюзного (1963) и международного (1972) уровней.

## Биография
Родился 25 июля 1936 года в Москве. В детстве играл в клубных командах Москвы.
Судейством занимался с 1953 года, когда он с 1953 по 1958 гг. судил матчи высшей лиги, с 1958 по 1982 год судил международные матчи, а в 1973 году он судил матчи чемпионата мира по хоккею с шайбой. В период с 1963 по 1976 гг. был признан лучшим хоккейным судьёй СССР. После завершения судейской карьеры, был назначен на должность председателя СК Стрела, далее работал в управлении Союзэкспортобеспечение Всесоюзного спорткомплекса. В 1990-х годах занимал должность председателя судейского комитета ФХР.
В 1998 году был назначен на должность начальника ХК Спартак (Москва), где он работал вплоть до 1999 года. В 1999 году был назначен на должность директора СДЮШОР Спартак (Москва), данную должность он занимал до смерти.
Награждён медалью ордена «За заслуги перед Отечеством» II степени (1996).
Скончался 12 июня 2005 года в Москве. Похоронен на Востряковском кладбище.